# 팔리나 로진스키
팔리나 로진스키(Palina Rojinski, 1985년 4월 21일 ~ )는 독일의 텔레비전 진행자, 배우, 모델, DJ이다.

## 출연 작품
- 나이트라이프 (2020)
- 웰컴 투 저머니 (2016)
- 지저스러브스미 (2012)